# フアン・エルナンデス
フアン・エルナンデス（Juan Hernandez、1987年2月24日 - ）は、メキシコのプロボクサー。ミチョアカン州モレリア出身。元WBC世界フライ級王者。

## 来歴
2011年8月10日、後楽園ホールでWBC世界ミニマム級王者の井岡一翔と対戦し、0-3の判定負けを喫し王座獲得に失敗した。
2013年4月13日、ミチョアカン州シウダー・イダルゴでホスエ・ベガと対戦し、3回35秒KO勝ちを収めた。
2013年7月13日、グアナフアト州レオンで元WBO世界ライトフライ級王者でWBC世界ミニマム級7位のラモン・ガルシアと対戦し、8回2分16秒KO負けを喫した。
2016年2月6日、元WBA世界ミニマム級暫定王者のヘスス・シルベストレと対戦し、2回2分34秒TKO勝ちを収めた。
2017年3月4日、WBC世界フライ級1位のナワーポン・ソー・ルンヴィサイとWBC世界フライ級王座決定戦を行い、3回2分29秒TKO勝ちを収め王座獲得に成功した。
2017年5月20日、有明コロシアムでWBC世界フライ級1位の比嘉大吾と対戦し初防衛を目指す予定だったが、前日計量で200gの体重超過があり王座を剥奪された。試合は比嘉が勝てば新王者となりエルナンデスが勝てば王座が空位となる条件で行われ、比嘉に6回2分58秒TKO負けを喫し王座を明け渡す結果となった。

## 獲得タイトル
- NABF北米ミニマム級王座
- WBC世界フライ級王座（防衛0）